# Don Nelson
Donald "Don" Arvid Nelson (15 de maio de 1940) é um ex-jogador e treinador de basquete profissional. 
Como jogador, Nelson ganhou cinco títulos da NBA com o Boston Celtics e teve sua camisa 19 aposentada pela franquia. Como treinador, ele treinou o Milwaukee Bucks, o New York Knicks, o Dallas Mavericks e o Golden State Warriors.
Um inovador, Nelson é creditado, entre outras coisas, por ser pioneiro no conceito de "point forward" (Um Ala com funções de Armador), uma tática que é frequentemente empregada por equipes em todos os níveis atualmente. Ele foi nomeado um dos 10 melhores treinadores da história da NBA. Em 7 de abril de 2010, ele passou Lenny Wilkens na lista de mais vitória em todos os tempos da NBA com sua 1.333 vitória. No final de sua carreira, ele teve 1.335 vitórias e 1.063 derrotas.
Nelson foi introduzido no Basketball Hall of Fame em 2012.

## Primeiros anos
Filho de Arvid e Agnes Nelson, Don Nelson cresceu com sua família e duas irmãs em uma fazenda em Illinois. Ele aprendeu a jogar basquete no galinheiro onde uma roda de bicicleta sem haste foi pregada para imitar uma cesta. Quando sua família perdeu a fazenda, os Nelsons se mudaram para a vizinha Rock Island, Illinois, enquanto ele estavam no ensino médio.
Nelson jogou no ensino médio na Rock Island High School, em Rock Island. Graduando-se em 1958, Nelson liderou a equipe para um recorde de 47-7 em seus últimos dois anos. Ele teve 39 pontos e 20 rebotes contra Moline High School e 30 pontos e 29 rebotes contra Ottawa High School. Em seu terceiro ano, Nelson teve uma média de 12,6 pontos, com Rock Island terminando com um recorde de 25-3. Em seu último ano, Nelson teve uma média de 20,2 pontos, levando a equipe a um recorde de 22-4.
Após seu último ano no ensino médio, Nelson não foi recrutado pelas universidades. Seu pai não via um futuro para Don no basquete e queria que ele se tornasse um reparador de relógios. Finalmente, o treinador da Universidade de Iowa, Sharm Scheuerman, que se formou em Rock Island em 1952, recrutou Nelson.

## Carreira universitária

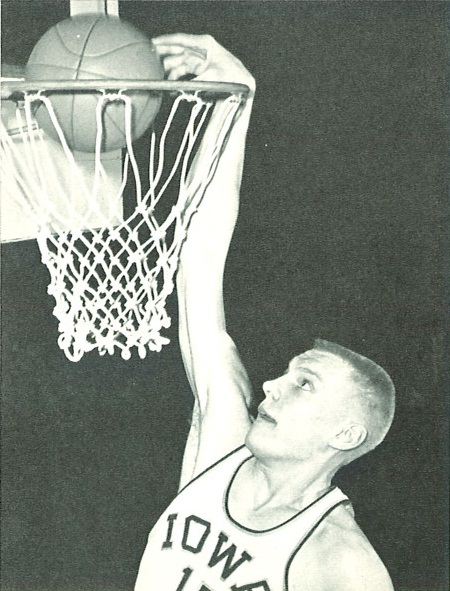
Don Nelson, jogador de basquete da Universidade de Iowa.

Na época em que os calouros da NCAA não eram autorizados a jogar do time do colégio, Nelson se juntou a equipe de novatos que continha o futuro Hall da Fama, Connie Hawkins, em 1960. No entanto, Hawkins esteve envolvido em um escândalo em 1961 e deixou Iowa. Hawkins nunca foi acusado de um crime e mais tarde foi reintegrado pela NBA, que o suspendeu.
"Se Connie tivesse ficado, teríamos uma ótima equipe", disse Nelson. "Eu sinto que poderíamos ter superado a  Universidade Estadual de Ohio."
Na temporada 1960-1961, Nelson teve médias de 23,8 pontos e 10,6 rebotes e Iowa terminou em segundo na Big Ten Conference com um recorde de 18-6. Uma questão de elegibilidade acadêmica em massa atingiu a equipe, já que os outros quatro titulares foram declarados academicamente inelegíveis no semestre, deixando Nelson como o único titular restante. Com Nelson carregando a equipe, Iowa se uniu em torno dele e terminou em segundo na Big 10.
Em seu terceiro ano, em 1961-1962, Nelson teve médias de 23,8 pontos e 11,9 rebotes com a equipe tendo um recorde de 13-11.
Nos anos de Nelson em Iowa, a Big Ten Conference estava cheia de futuros jogadores da NBA. Entre outros, Ohio State teve os futuros Hall of Fame: John Havlicek, Jerry Lucas e Larry Siegfried. Indiana teve um futuro membro do Hall of Fame, Walt Bellamy, enquanto Purdue teve Terry Dischinger que foi pro All-Star Game.
No geral, Nelson teve médias de 21,1 pontos (1.522) e 10,9 rebotes (784) em sua carreira de 72 jogos em Iowa. Ele deixou Iowa como o maior cestinha de todos os tempos da universidade.

## Carreira profissional como jogador

### Chicago Zephyrs (1962-1963)
Após sua carreira em Iowa, Nelson foi selecionado como a 17º escolha no Draft da NBA de 1962 pelo Chicago Zephyrs. Nelson teve uma média de 17 minutos, jogando ao lado de Walt Bellamy (27,9 pontos), Terry Dischinger (25,5 pontos), Si Green e Charlie Hardnett. O técnico Jack McMahon foi substituído pelo jogador-treinador Slick Leonard na metade da temporada e Chicago terminou com um recorde de 25-55. O Chicago Zephyrs mudou-se para se tornar o Baltimore Bullets (hoje Washington Wizards) após a temporada.
Nelson jogou nos Zephyrs em apenas uma temporada, com média de 6,8 pontos, 4,5 rebotes e 1,2 assistências em 17 minutos. Nelson foi então adquirido pelo Los Angeles Lakers em 1963.

### Los Angeles Lakers (1963-1965)
Em 6 de setembro de 1963, Nelson foi contratado pelo Los Angeles Lakers. Ele jogou em 80 jogos na temporada de 1963-1964, mas apenas 39 na temporada de 1964-1965 sob o comando do técnico Fred Schaus.
Na temporada de 1963-1964, Nelson jogou 80 jogos e teve uma média de 5,2 pontos, 4,0 rebotes e 1,0 assistências em 17 minutos, enquanto Los Angeles terminou com um recorde de 42-38. Ele jogou pela primeira vez nos playoffs na derrota para o St. Louis Hawks de Bob Pettit e Lenny Wilkens por 3-2. Nelson teve uma média de 3,4 pontos e 2,6 rebotes na série.
Na temporada de 1964-1965, Nelson jogou pouco, com média de 2,4 pontos e 1,9 rebotes em apenas seis minutos por jogo em 39 jogos. Os Lakers usaram Nelson mais nos playoffs como eles derrotando o ex-time de Nelson, Baltimore Bullets, nos playoffs por 4-2. Nelson teve uma média de 5,2 pontos, 5,3 rebotes e 2,0 assistências na série. Os Lakers, em seguida, enfrentou o Boston Celtics nas Finais de 1965. Os Lakers perderam para os Celtics por 4-1, com ele tendo uma média de 7,2 pontos, 5,4 rebotes e 1,4 assistências na série.
Depois de duas temporadas com os Lakers, com médias de 4,3 pontos e 3,3 rebotes em 13 minutos, jogando ao lado dos futuros Hall da Fama, Elgin Baylor e Jerry West, Nelson saiu de Los Angeles.

### Boston Celtics (1965-1976)
Depois de jogar contra eles na temporada anterior nas Finais da NBA, Nelson foi contratado como agente livre pelo Boston Celtics em 28 de outubro de 1965.
Em sua primeira temporada com o Boston e o técnico Red Auerbach, Nelson teve uma média de 10,2 pontos e 5,4 rebotes, ajudando os Celtics a vencer o título da NBA de 1966 sobre os Lakers. Nelson tornou-se o sexto homem da equipe de Boston, jogando ao lado dos futuros Hall da Fama: Bill Russell, Sam Jones, Satch Sanders, John Halvicek e K. C. Jones. Nelson e os Celtics ganharam mais quatro títulos em 1968, 1969, 1974 e 1976.
Na temporada de 1967-1968, Nelson foi um dos sete jogadores dos Celtics a ter média de dois dígitos, com a equipe terminando com um recorde de 54-28 sob o comando do jogador-treinador Bill Russell. Os Celtics derrotou os Lakers por 4-2 nas Finais da NBA de 1968, Nelson teve uma média de 14,0 pontos, 8,0 rebotes e 1,7 assistências em 27 minutos.
Na temporada de 1968-1969, Nelson teve uma média de 11,6 pontos e 5,6 rebotes, com Boston terminando com um recorde de 48-34. Eles enfrentaram novamente os Lakers nas Finais. No Jogo 7, Nelson converteu uma das jogadas mais famosas da história dos playoffs - um arremesso que bateu no aro e subiu vários metros antes de cair na cesta. A cesta feita com um pouco mais de um minuto para acabar o jogo e o Celtics com uma vantagem de 103-102, ajudou a garantir o 11º título da NBA em 13 temporadas e o segundo título de Nelson com os Celtics.

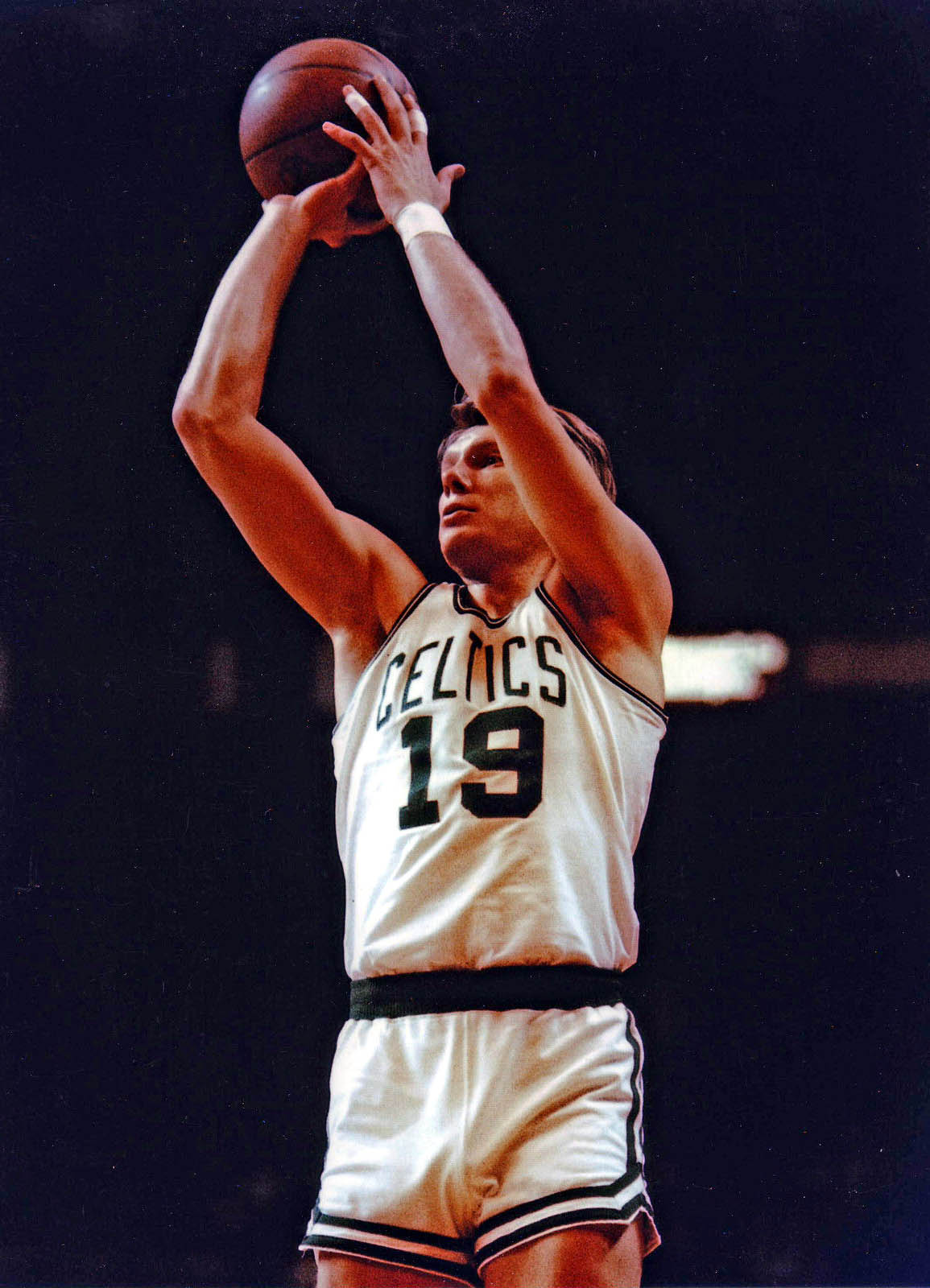
Don Nelson, Boston Celtics

Na temporada de 1973-1974, após uma reconstrução, os Celtics terminou com um recorde de 56-26 sob o comando de Tom Heinsohn, Nelson teve médias de 11,5 pontos e 4,2 rebotes em 21,3 minutos aos 33 anos. Nelson e Havlicek agora se juntaram a Jo Jo White, Dave Cowens e Paul Westphal no quinteto titular.
Nas Finais da NBA de 1974, os Celtics enfrentaram o Milwaukee Bucks de Kareem Abdul-Jabbar e Oscar Robertson. No Jogo 7 em Milwaukee, Nelson foi titular e desempenhou um papel fundamental na marcação de Abdul-Jabbar. Boston venceu por 102-87, garantindo o quarto título na NBA com Nelson.
Nelson jogou sua última temporada em 1975-1976 e ganhou seu 5º título da NBA quando Boston derrotou o Phoenix Suns por 4-2. Nelson teve médias de 6,4 pontos e 2,4 rebotes na temporada regular e 9,1 pontos e 2,9 rebotes nos playoffs.

### Números totais da carreira
Nelson teve média de mais de 10 pontos por jogo em todas as temporadas entre 1968 e 1974 (antes da introdução da cesta de três pontos). Nelson é eleito como um dos melhores "sextos homens" a jogar na NBA. Ele também era conhecido por seu estilo distinto de arremessar com apenas uma mão nos lances livres.
Nelson se aposentou como jogador após a temporada de 1975-76. Sua camisa #19 foi aposentada pelo Boston Celtics em 1978. Em 872 jogos com Boston em 11 temporadas, Nelson teve médias de 11,4 pontos, 5,2 rebotes e 1,6 assistências.
No geral, em 1053 jogos da NBA, Nelson teve uma média de 10,3 pontos, 4,9 rebotes e 1,4 assistências em 20,6 minutos. Em 150 jogos de playoff de carreira, Nelson teve uma média de 10,5 pontos, 4,8 rebotes e 1,4 assistências em 21,4 minutos.

## Carreira como treinador

### Milwaukee Bucks (1976-1987)
Depois que sua carreira terminou, o filho de Nelson, Donnie, lembra da família sentada em um restaurante em Moline, Illinois, e Don dizendo que ele tinha três opções: vender carros, se tornar um árbitro da NBA ou aceitar o trabalho de ser assistente do técnico Larry Costello do Milwaukee Bucks. Eles votaram 5 a 0 pelo trabalho em Milwaukee, que lhe pagava US $ 25 mil.
Nelson começou sua carreira de treinador como assistente do Milwaukee Bucks em 1976. Depois de um inicio de 3-15, Larry Costello renunciou e Nelson foi nomeado treinador. Um ano depois, ele se tornou o gerente geral dos Bucks. Nelson fez sua primeira troca em 1977, enviando Swen Nater para o Buffalo Braves em troca de escolhas de playoffs, que ele tranformou em Marques Johnson, que teve uma carreira sólida com os Bucks.
Assumindo a equipe após a saída de Kareem Abdul-Jabbar para os Lakers, Nelson conseguiu melhorar seu total de vitórias em 14 jogos em sua primeira temporada completa como treinador principal e estabeleceu a equipe como um legítimo candidato ao título em 1980. Foi em Milwaukee, onde Nelson ficou conhecido por sua filosofia inovadora de basquete. Ele foi pioneiro no conceito de "point forward" - uma tática em um Ala tem funções de Armador. No mandato de Nelson com os Bucks, ele usou Paul Pressey para o papel.
Esse sistema, conhecido como "Nellieball", permitiu que Nelson liderasse os Bucks a sete títulos consecutivos da Divisão Central, com mais de 50 vitórias em cada uma dessas temporadas. Ele ganhou o prêmio de Treinador do Ano da NBA em 1983 e 1985. Por sete anos seguidos, os Bucks foram eliminados dos playoffs pelo Boston Celtics liderados por Larry Bird ou pelo Philadelphia 76ers liderado por Julius Erving.
Em 27 de maio de 1987, Nelson renunciou ao cargo de treinador principal do Milwaukee Bucks. Em 11 temporadas, Nelson teve um recorde de 540-344 com Milwaukee.

### Golden State Warriors (1988-1995)
Durante a temporada de 1987-88, ele foi contatado pelo Dallas Mavericks, Golden State Warriors e New York Knicks com ofertas para treinar suas equipes. Nelson decidiu ir pro Golden State, primeiro comprando uma participação minoritária na equipe antes de ser nomeado treinador principal e vice-presidente após uma temporada longe da NBA.
Novamente usando uma formação não convencional que contou com três Armadores (Mitch Richmond, Tim Hardaway e Sarunas Marciulionis) e dois Alas (Chris Mullin e Rod Higgins), ele treinou os Warriors para uma reviravolta de 23 jogos de seu anterior temporada e a volta para os playoffs com seu esquema popularmente conhecido como Run TMC. Ele foi nomeado Treinador do Ano da NBA pela terceira vez na temporada de 1991-92.
Nelson renunciou no meio da temporada de 1994-95. Nelson foi para os playoffs com o Golden State em quatro de suas seis temporadas; Os Warriors não se classificaram para os playoffs pelas próximas 12 temporadas, até que ele retornou ao time em 2006.
Nelson renunciou como treinador principal dos Golden State Warriors em 13 de fevereiro de 1995.

### Seleção Americana (1994)
Nelson treinou a Seleção Estadunidense de Basquetebol Masculino no Campeonato Mundial de Basquetebol Masculino de 1994 em Toronto e levou-os até a medalha de ouro. A equipe foi comercializada como "Dream Team II".

### New York Knicks (1995-1996)
Nelson foi contratado pelo New York Knicks depois que sua escolha original, Chuck Daly, recusou o cargo. Em 1995, Nelson começou sua única temporada com os Knicks, que durou de julho de 1995 até março de 1996. Nelson teve um registro respeitável de 34-25, mas seu estilo de jogo contrastou com estilo de jogo defensivo dos Knicks.
Em 8 de março de 1996, Nelson foi demitido como treinador principal pelo New York Knicks. Ele foi substituído por seu assistente, Jeff Van Gundy. Nova York terminou com um recorde geral de 47-35.

### Dallas Mavericks (1997-2005)
Nelson foi nomeado treinador principal e gerente geral do Dallas Mavericks em 1997. Em 1998, Nelson conseguiu trocas no Draft para obter Dirk Nowitzki e Steve Nash, a quem ele queria emparelhar com a estrela em ascensão, Michael Finley.
O trio se tornou a base da reviravolta dos Mavericks, com Nelson treinando a equipe para quatro temporadas consecutivas de 50 vitórias. O auge de seu sucesso foi uma temporada de 60 vitórias em 2002-03, quando eles alcançaram as Finais da Conferência Oeste contra o San Antonio Spurs. Uma lesão de Nowitzki no Jogo 3, que o manteve fora do resto da série, condenou os Mavericks a uma derrota por seis jogos.
Na pré-temporada de 2004, Steve Nash recebeu um contrato máximo do Phoenix Suns; apesar da insistência de Nelson em igualar a oferta, Mark Cuban recusou e Nash aceitou a oferta de Phoenix. Nash ganhou prêmios de MVP consecutivos com os Suns.
Em 19 de março de 2005, Nelson deixou o cargo de treinador principal de Dallas, nomeando Avery Johnson como seu sucessor. Nelson manteve seu emprego como GM de Dallas até depois da temporada, quando nomeou seu filho, Donnie Nelson, como seu substituto como GM. Nelson fala com carinho de seu tempo em Dallas, mas admite que perdeu o interesse em permanecer com a equipe quando perdeu Nash.
Em oito temporadas com Dallas, Nelson teve um recorde de 339-251.

### Golden State Warriors II (2006-2010)

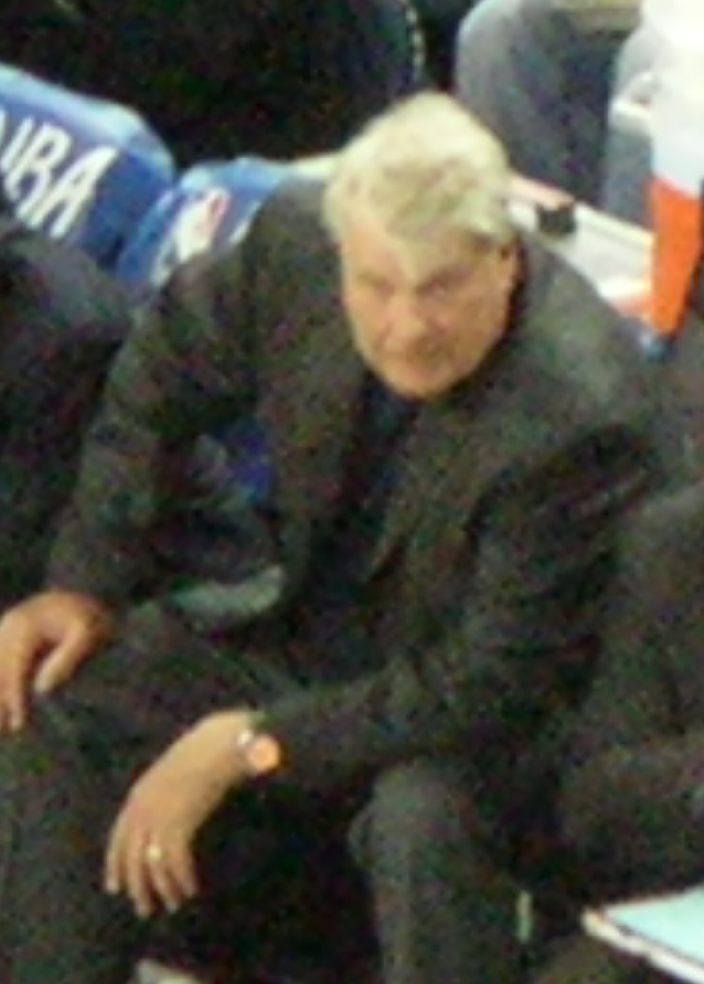
Nelson como treinador do Golden State Warriors em um jogo contra o Phoenix Suns em 15 de março de 2009.

Em 29 de agosto de 2006, Nelson retornou ao Golden State por um segundo período como treinador. Chris Mullin, um dos favoritos de Nelson em sua primeira passagem como treinador dos Warriors, era o gerente geral da equipe. O estilo de coaching de Nelson favoreceu o jogo de Baron Davis, Monta Ellis, Matt Barnes, Jason Richardson e Andris Biedriņš. No meio da temporada, Mullin (a pedido de Nelson) orquestrou uma troca com o Indiana Pacers para obter Al Harrington e Stephen Jackson.
A nova formação prosperou sob o comando de Nelson; Davis, Biedriņš e Jackson tiveram um aumento na pontuação e eficiência, Barnes passou de um desconhecido para um sólido colaborador, Ellis foi nomeado o MIP da NBA depois de ter uma média de 16,5 pontos por jogo, um aumento substancial de sua média de 6,8 pontos por jogo na temporada anterior. Os Warriors fecharam a temporada forte e conseguiram se classificar para os playoffs de 2007.
Nelson enfrentou seu antigo time, os Mavericks, na primeira rodada dos playoffs. Os Mavs tinham o melhor recorde da NBA e foram uma escolha para vencer o título da NBA naquele ano. Em uma das maiores surpresas na história dos playoffs da NBA, Nelson liderou os Warriors para a vitória da série. Os Warriors perderam para o Utah Jazz na segunda rodada dos playoffs.
Na temporada seguinte, oss Warriors terminaram com um recorde de 48-34 - o maior número de vitórias desde 1993-94 (durante sua primeira passagem como treinador). No entanto, em uma conferência onde todos os oito times dos playoff venceram pelo menos 50 jogos, eles não conseguiram se classificar para os playoffs por dois jogos.
As duas temporadas seguintes viram os Warriors mergulharem de novo na mediocridade (29-53 e 26-56), perdendo a maior parte dos jogadores da disputa dos "playoffs" de 2007 para trocas ou Free-Agency.
Em 23 de setembro, Nelson anunciou que renunciaria como treinador principal. O San Francisco Chronicle informou que os novos donos Joe Lacob e Peter Guber queriam "um treinador jovem e promissor". Nelson, em fevereiro de 2011, disse na rádio de Bay Area KNBR que ele foi demitido: "Falei com (Lacob) no telefone antes de ser demitido e fiquei realmente impressionado. Fiquei um pouco surpreso com a maneira como as coisas aconteceram, mas acho que é o melhor para todos".
Em 11 temporadas com o Golden State, as equipes de Nelson terminaram com um recorde 422-443. Ele terminou sua carreira de treinador com 2,398 jogos e um recorde de 1335-1063.

## Vida pessoal
Nelson casou-se com Joy Wolfgram no Oakland Coliseum em junho de 1991. Nelson e sua esposa têm um total de seis filhos de casamentos anteriores. Eles tinham quinze netos em 2012.
O filho de Nelson, Donnie Nelson, é o gerente geral do Dallas Mavericks. Donnie foi o assistente técnico de Don quando ele ganhou seu milésimo jogo da NBA. Donnie se tornou o presidente de operações de basquete dos Mavericks em 2002, enquanto seu pai ainda estava treinando a equipe. Ele foi assistente técnico da Lituânia nas Olimpíadas de 1992, 1996 e 2000.

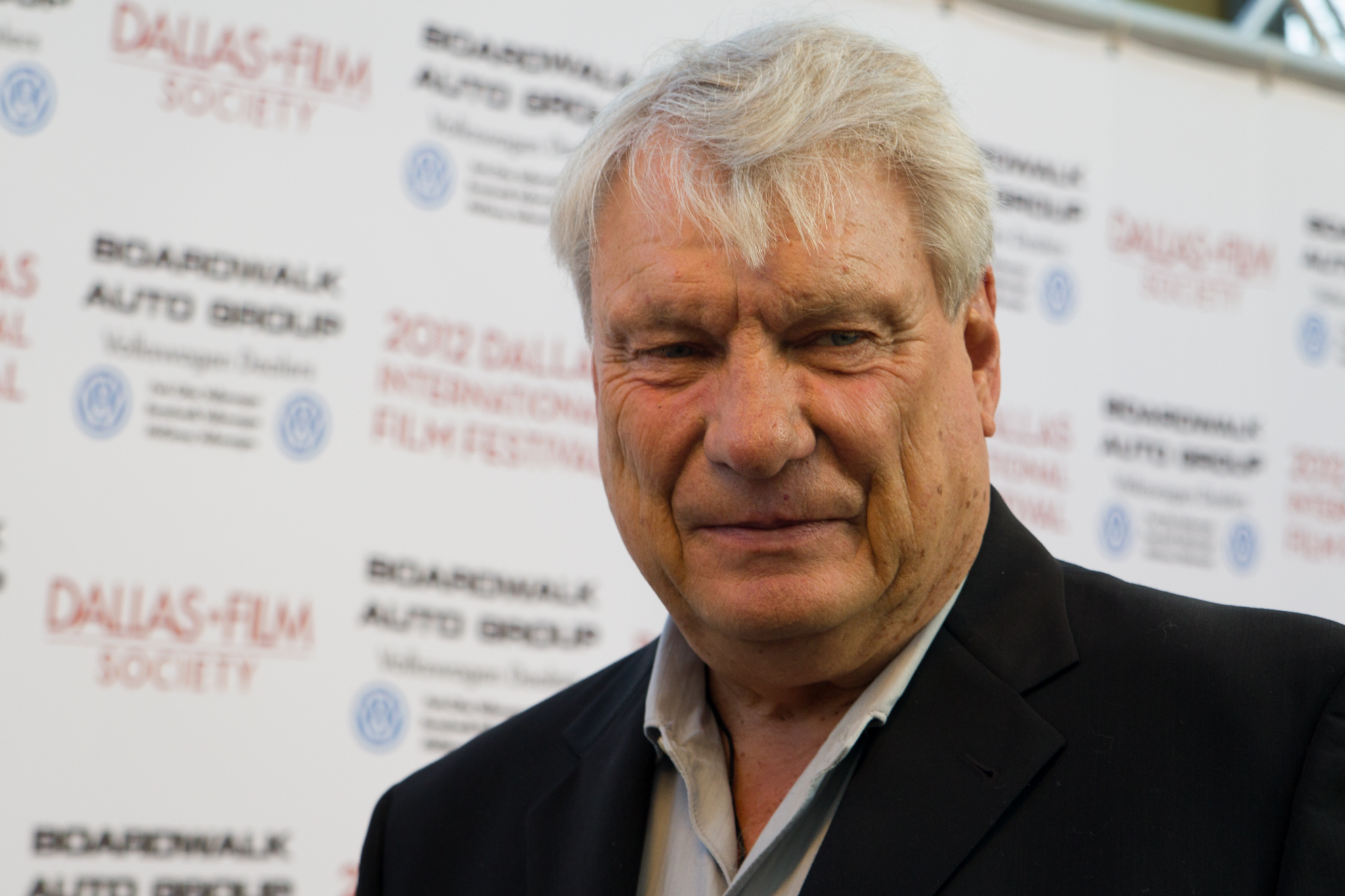
Nelson no Dallas International Film Festival em 2012

Durante a temporada de 1986, Nelson criou o The Don Nelson Fund com a ajuda do Milwaukee Bucks para ajudar fazendeiros em dificuldades em Wisconsin. Nelson liderou uma campanha de perda de peso para arrecadar mais dinheiro para a Willcome e o Wisconsin Farm Fund.
Nelson teve uma cirurgia de câncer de próstata em 2000.
Nelson formou-se na Universidade de Iowa com uma licenciatura em educação física em 2012. Ele deixou Iowa em 1962 com o curso de graduação quase concluído. Mais tarde, ele teve aulas de espanhol para cumprir algumas das suas oito horas de crédito em línguas estrangeiras. Quando Nelson ligou para a universidade, depois de ter sido inspirado por Shaquille O'Neal para concluir sua graduação, Iowa decidiu que sua vida de ensino através do treinamento da NBA atenderia a essa exigência e o convidou para a cerimônia de formatura em 2012. Ele participou e recebeu seu diploma.
Nelson vive em Maui, onde ele tem uma fazenda para cultivar flores, café e cannabis. Ele organiza jogos de pôquer locais com celebridades como Willie Nelson, Woody Harrelson e Owen Wilson.

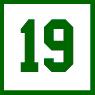
Os Celtics aposentaram a camisa #19 de Nelson em 1978

## Títulos e homenagens
- Em 1973, Nelson foi introduzido no Hall da Fama de Treinadores de Basquete de Illinois.[49]

- A camisa #19 de Nelson foi aposentado pelo Boston Celtics em 1978.[50]

- Nelson foi introduzido no Hall da Fama de Iowa em 1983.

- Nelson foi introduzido no Hall da Fama da Universidade de Iowa em 1989.[51]

- Em 2012, Nelson foi introduzido no Basketball Hall of Fame.[52]

## Estatísticas

### Como jogador

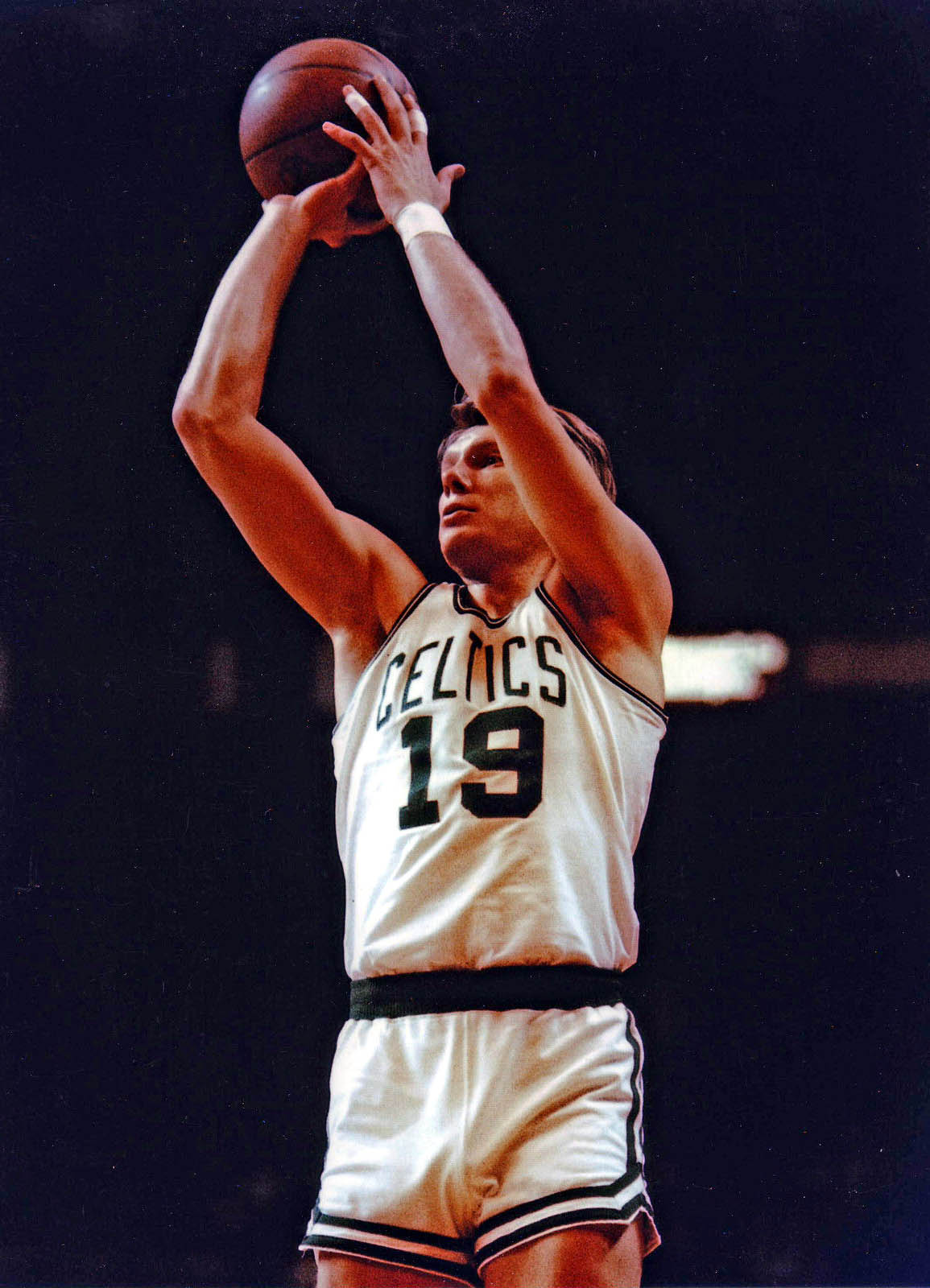
Nelson no Boston na década de 1970

#### Temporada regular
| Ano      | Equipe      | PJ   | MPJ  | AP    | LL   | RT  | AS  | BR  | TO  | PPJ  |
| -------- | ----------- | ---- | ---- | ----- | ---- | --- | --- | --- | --- | ---- |
| 1962–63  | Chicago     | 62   | 17.3 | .440  | .729 | 4.5 | 1.2 | –   | –   | 6.8  |
| 1963–64  | L.A. Lakers | 80   | 17.6 | .418  | .741 | 4.0 | 1.0 | –   | –   | 5.2  |
| 1964–65  | L.A. Lakers | 39   | 6.1  | .424  | .769 | 1.9 | 0.6 | –   | –   | 2.4  |
| 1965–66† | Boston      | 75   | 23.5 | .439  | .684 | 5.4 | 1.1 | –   | –   | 10.2 |
| 1966–67  | Boston      | 79   | 15.2 | .446  | .742 | 3.7 | 0.8 | –   | –   | 7.5  |
| 1967–68† | Boston      | 82   | 18.3 | .494  | .728 | 5.3 | 1.3 | –   | –   | 10.0 |
| 1968–69† | Boston      | 82   | 21.6 | .485  | .776 | 5.6 | 1.1 | –   | –   | 11.6 |
| 1969–70  | Boston      | 82   | 27.1 | .501  | .775 | 7.3 | 1.8 | –   | –   | 15.4 |
| 1970–71  | Boston      | 82   | 27.5 | .468  | .744 | 6.9 | 1.9 | –   | –   | 13.9 |
| 1971–72  | Boston      | 82   | 25.4 | .480  | .788 | 5.5 | 2.3 | –   | –   | 13.8 |
| 1972–73  | Boston      | 72   | 19.8 | .476  | .846 | 4.4 | 1.4 | –   | –   | 10.8 |
| 1973–74† | Boston      | 82   | 21.3 | .508  | .788 | 4.2 | 2.0 | 0.2 | 0.2 | 11.5 |
| 1974–75  | Boston      | 79   | 26.0 | .539* | .827 | 5.9 | 2.3 | 0.4 | 0.2 | 14.0 |
| 1975–76† | Boston      | 75   | 12.6 | .462  | .789 | 2.4 | 1.0 | 0.2 | 0.1 | 6.4  |
| Carreira | Carreira    | 1053 | 20.6 | .480  | .765 | 4.9 | 1.4 | 0.3 | 0.1 | 10.3 |

#### Playoffs
| Ano      | Equipe      | PJ  | MPJ  | AP   | LL    | RT  | AS  | BR  | TO  | PPJ  |
| -------- | ----------- | --- | ---- | ---- | ----- | --- | --- | --- | --- | ---- |
| 1964     | L.A. Lakers | 5   | 11.2 | .538 | 1.000 | 2.6 | 0.4 | –   | –   | 3.4  |
| 1965     | L.A. Lakers | 11  | 19.3 | .453 | .760  | 5.4 | 1.7 | –   | –   | 6.1  |
| 1966†    | Boston      | 17  | 18.6 | .424 | .808  | 5.0 | 0.8 | –   | –   | 8.4  |
| 1967     | Boston      | 9   | 15.8 | .458 | .588  | 4.7 | 1.0 | –   | –   | 7.1  |
| 1968†    | Boston      | 19  | 24.6 | .520 | .743  | 7.5 | 1.7 | –   | –   | 12.5 |
| 1969†    | Boston      | 18  | 19.3 | .518 | .833  | 4.6 | 1.2 | –   | –   | 12.4 |
| 1972     | Boston      | 11  | 28.0 | .525 | .854  | 5.5 | 1.9 | –   | –   | 13.2 |
| 1973     | Boston      | 13  | 23.3 | .465 | .875  | 2.9 | 1.2 | –   | –   | 11.0 |
| 1974†    | Boston      | 18  | 25.9 | .500 | .774  | 5.4 | 1.9 | 0.4 | 0.2 | 11.4 |
| 1975     | Boston      | 11  | 24.9 | .564 | .902  | 4.1 | 2.4 | 0.2 | 0.2 | 15.4 |
| 1976†    | Boston      | 18  | 17.5 | .481 | .870  | 2.9 | 0.9 | 0.2 | 0.1 | 9.1  |
| Carreira | Carreira    | 150 | 21.4 | .498 | .817  | 4.8 | 1.4 | 0.3 | 0.1 | 10.5 |

### Como treinador
|              |          |       |          |          |      |                 | Playoffs | Playoffs | Playoffs | Playoffs |                                |
| Time         | Ano      | Jogos | Vitórias | Derrotas | %    | Classificação   | Jogos    | Vitórias | Derrotas | %        | Resultado final                |
| ------------ | -------- | ----- | -------- | -------- | ---- | --------------- | -------- | -------- | -------- | -------- | ------------------------------ |
| Milwaukee    | 1976–77  | 64    | 27       | 37       | .422 | 6th na Midwest  | —        | —        | —        | —        | Não foi para os Playoffs       |
| Milwaukee    | 1977–78  | 82    | 44       | 38       | .537 | 2nd na Midwest  | 9        | 5        | 4        | .556     | Perdeu nas Semi-final de Conf. |
| Milwaukee    | 1978–79  | 82    | 38       | 44       | .463 | 4th aM idwest   | —        | —        | —        | —        | Não foi para os Playoffs       |
| Milwaukee    | 1979–80  | 82    | 49       | 33       | .598 | 1st naMidwest   | 7        | 3        | 4        | .429     | Perdeu nas Semi-final de Conf. |
| Milwaukee    | 1980–81  | 82    | 60       | 22       | .732 | 1st naCentral   | 7        | 3        | 4        | .429     | Perdeu nas Semi-final de Conf. |
| Milwaukee    | 1981–82  | 82    | 55       | 27       | .671 | 1st naCentral   | 6        | 2        | 4        | .333     | Perdeu nas Semi-final de Conf. |
| Milwaukee    | 1982–83  | 82    | 51       | 31       | .622 | 1st naCentral   | 9        | 5        | 4        | .556     | Perdeu na Final de Conf.       |
| Milwaukee    | 1983–84  | 82    | 50       | 32       | .610 | 1st na Central  | 16       | 8        | 8        | .500     | Perdeu na Final de Conf.       |
| Milwaukee    | 1984–85  | 82    | 59       | 23       | .720 | 1st na Central  | 8        | 3        | 5        | .375     | Perdeu nas Semi-final de Conf. |
| Milwaukee    | 1985–86  | 82    | 57       | 25       | .695 | 1st na Central  | 14       | 7        | 7        | .500     | Perdeu na Final de Conf.       |
| Milwaukee    | 1986–87  | 82    | 50       | 32       | .610 | 3rd aC entral   | 12       | 6        | 6        | .500     | Perdeu nas Semi-final de Conf. |
| Golden State | 1988–89  | 82    | 43       | 39       | .524 | 4th no Pacifico | 8        | 4        | 4        | .500     | Perdeu nas Semi-final de Conf. |
| Golden State | 1989–90  | 82    | 37       | 45       | .451 | 5th no Pacifico | —        | —        | —        | —        | Não foi para os Playoffs       |
| Golden State | 1990–91  | 82    | 44       | 38       | .537 | 4th no Pacifico | 9        | 4        | 5        | .444     | Perdeu nas Semi-final de Conf. |
| Golden State | 1991–92  | 82    | 55       | 27       | .671 | 2nd no Pacifico | 4        | 1        | 3        | .250     | Lost in First Round            |
| Golden State | 1992–93  | 82    | 34       | 48       | .415 | 6th no Pacifico | —        | —        | —        | —        | Não foi para os Playoffs       |
| Golden State | 1993–94  | 82    | 50       | 32       | .610 | 3rd no Pacifico | 3        | 0        | 3        | .000     | Perdeu na Primeira Rodada      |
| Golden State | 1994–95  | 45    | 14       | 31       | .311 | (Demitido)      | —        | —        | —        | —        | —                              |
| New York     | 1995–96  | 59    | 34       | 25       | .576 | —               | —        | —        | —        | —        | —                              |
| Dallas       | 1997–98  | 66    | 16       | 50       | .242 | 5th na Midwest  | —        | —        | —        | —        | Não foi para os Playoffs       |
| Dallas       | 1998–99  | 50    | 19       | 31       | .380 | 5th na Midwest  | —        | —        | —        | —        | Não foi para os Playoffs       |
| Dallas       | 1999–00  | 82    | 40       | 42       | .488 | 4th na Midwest  | —        | —        | —        | —        | Não foi para os Playoffs       |
| Dallas       | 2000–01  | 82    | 53       | 29       | .646 | 2nd na Midwest  | 10       | 4        | 6        | .400     | Perdeu nas Semi-final de Conf. |
| Dallas       | 2001–02  | 82    | 57       | 25       | .695 | 2nd na Midwest  | 8        | 4        | 4        | .500     | Perdeu nas Semi-final de Conf. |
| Dallas       | 2002–03  | 82    | 60       | 22       | .732 | 1st na Midwest  | 20       | 10       | 10       | .500     | Perdeu na Final de Conf.       |
| Dallas       | 2003–04  | 82    | 52       | 30       | .634 | 3rd na Midwest  | 5        | 1        | 4        | .200     | Perdeu na Primeira Rodada      |
| Dallas       | 2004–05  | 64    | 42       | 22       | .656 | —               | —        | —        | —        | —        | —                              |
| Golden State | 2006–07  | 82    | 42       | 40       | .512 | 3rd no Pacifico | 11       | 5        | 6        | .455     | Perdeu nas Semi-final de Conf. |
| Golden State | 2007–08  | 82    | 48       | 34       | .585 | 3rd no Pacifico | —        | —        | —        | —        | Não foi para os Playoffs       |
| Golden State | 2008–09  | 82    | 29       | 53       | .354 | 3rd no Pacifico | —        | —        | —        | —        | Não foi para os Playoffs       |
| Golden State | 2009–10  | 82    | 26       | 56       | .317 | 4th no Pacifico | —        | —        | —        | —        | Não foi para os Playoffs       |
| Carreira     | Carreira | 2,398 | 1,335    | 1,063    | .557 |                 | 166      | 75       | 91       | .452     |                                |

Fonte: